# Uramba marginalis
Uramba marginalis är en kräftdjursart som beskrevs av Gustav Budde-Lund 1910. Uramba marginalis ingår i släktet Uramba och familjen Porcellionidae. Inga underarter finns listade i Catalogue of Life.